# Ambre Esnault
Ambre Esnault (Hyères, 21 febbraio 2002) è una nuotatrice artistica francese.

## Palmarès
- Europei

Roma 2022: bronzo nel team tecnico, nel team libero e nel team highlights
Funchal 2025: bronzo nella gara a squadre (programma tecnico)
- Giochi europei

Cracovia 2023: oro nella routine acrobatica e bronzo nella gara a squadre programma tecnico

### Coppa del Mondo
- 5 podi:
  - 1 secondo posto (1 nella gara a squadre)
  - 4 terzi posti (4 nella gara a squadre)